# فرودگاه بین‌المللی کالیان
فرودگاه بین‌المللی کالیان (به انگلیسی: Kalyan International Airport) (به زبان بومی: कल्याण अंतरराष्ट्रीय विमानतळ) یک فرودگاه است که یک باند فرود آسفالت دارد و طول باند آن unknown متر است. این فرودگاه در شهر کالیان کشور هند قرار دارد .